# Страховий інститут шосейної безпеки
Страховий інститут шосейної безпеки (англ. Insurance Institute for Highway Safety, англ. IIHS) — це неприбуткова організація у США фінансована страховими компаніями, заснована у 1959 році із головним офісом у Арлінгтоні, Вірджинія. Вона працює над зменшенням кількості ДТП за участю моторизованих засобів пересування і класифікацією травм та матеріальних збитків у висліді зіткнень, які все ж відбуваються. Він займається дослідженнями і веде щабельник для популярних пасажирських автомобілів, а також деяких інших споживчих товарів, як-от дитячих автокрісел. Ще він провадить дослідження з проєктування доріг і врегулювання дорожнього руху.